# Francielli da Costa Bento
Francielli da Costa Bento (Uberaba, 29 de setembro de 1982) é uma árbitra de futebol brasileira.

## Biografia e carreira
Francielli Bento é natural de Uberaba, Minas Gerais.[carece de fontes?] Ela integra o quadro da Confederação Brasileira de Futebol (CBF) desde 2008 e da Federação Internacional de Futebol (FIFA) desde 2009.